# Anderson Luís de Azevedo Rodrigues Marques
Anderson Luís de Azevedo Rodrigues Marques, mais conhecido como Anderson Luís (Rio de Janeiro, 10 de março de 1987), é um ex-zagueiro do futebol brasileiro.

## Carreira
Anderson surgiu para o futebol no Fluminense, clube pelo qual foi campeão da Copa do Brasil em 2007.

### Avaí
Passou por empréstimo pelo Avaí no ano de 2009, aonde era reserva do time e atuou em 14 jogos válidos pelo Campeonato Brasileiro, 3 deles como titular.[carece de fontes?]

### Grêmio Barueri
Para a temporada de 2010, Anderson Luis chegou a ser anunciado como reforço do Sertãozinho para o Campeonato Paulista mas, sem nem mesmo atuar pelo clube, transferiu-se para o Grêmio Barueri para a disputa do mesmo campeonato.

### Ceará
Em 2011 foi contratado pelo Ceará Sporting Club, para a disputa do Campeonato Brasileiro.

### Linense
Em dezembro, foi confirmado seu empréstimo ao Linense, onde ele jogará em 2012.

### Audax Rio
Acertou para 2013, com o Audax Rio.

### Red Bull Brasil
Acertou, para 2014, com o Red Bull Brasil.

### Tiradentes
Em 2016, Anderson Luis foi confirmado no Tiradentes.

## Estatísticas
Até 7 de outubro de 2014.

### Clubes
| Clube             | Temporada         | Campeonato nacional | Campeonato nacional | Copa nacional[a] | Copa nacional[a] | Competições continentais[b] | Competições continentais[b] | Outros torneios[c] | Outros torneios[c] | Total | Total |
| Clube             | Temporada         | Jogos               | Gols                | Jogos            | Gols             | Jogos                       | Gols                        | Jogos              | Gols               | Jogos | Gols  |
| ----------------- | ----------------- | ------------------- | ------------------- | ---------------- | ---------------- | --------------------------- | --------------------------- | ------------------ | ------------------ | ----- | ----- |
| Fluminense        | 2006              | 0                   | 0                   | 0                | 0                | 0                           | 0                           | 0                  | 0                  | 0     | 0     |
| Fluminense        | 2007              | 5                   | 0                   | 0                | 0                | —                           | —                           | 0                  | 0                  | 5     | 0     |
| Fluminense        | 2008              | 10                  | 0                   | —                | —                | —                           | —                           | 0                  | 0                  | 10    | 0     |
| Fluminense        | Total             | 15                  | 0                   | 0                | 0                | 0                           | 0                           | 0                  | 0                  | 15    | 0     |
| Ituano            | 2009              | —                   | —                   | —                | —                | —                           | —                           | 17                 | 0                  | 17    | 0     |
| Ituano            | Total             | —                   | —                   | —                | —                | —                           | —                           | 17                 | 0                  | 17    | 0     |
| Desportivo Brasil | 2009              | —                   | —                   | —                | —                | —                           | —                           | 0                  | 0                  | 3     | 0     |
| Desportivo Brasil | 2012              | —                   | —                   | —                | —                | —                           | —                           | 0                  | 0                  | 0     | 0     |
| Desportivo Brasil | Total             | —                   | —                   | —                | —                | —                           | —                           | 3                  | 0                  | 3     | 0     |
| Avaí              | 2009              | 14                  | 0                   | —                | —                | —                           | —                           | —                  | —                  | 14    | 0     |
| Avaí              | Total             | 14                  | 0                   | —                | —                | —                           | —                           | —                  | —                  | 14    | 0     |
| Grêmio Barueri    | 2010              | 32                  | 2                   | —                | —                | 2                           | 0                           | 0                  | 0                  | 34    | 2     |
| Grêmio Barueri    | 2011              | —                   | —                   | —                | —                | —                           | —                           | 6                  | 0                  | 6     | 0     |
| Grêmio Barueri    | Total             | 32                  | 2                   | —                | —                | 2                           | 0                           | 6                  | 0                  | 40    | 2     |
| Ceará             | 2011              | 5                   | 0                   | —                | —                | 1                           | 0                           | 0                  | 6                  | 0     | 0     |
| Ceará             | Total             | 5                   | 0                   | —                | —                | 1                           | 0                           | 0                  | 0                  | 6     | 0     |
| Linense           | 2012              | —                   | —                   | —                | —                | —                           | —                           | 9                  | 0                  | 9     | 0     |
| Linense           | Total             | —                   | —                   | —                | —                | —                           | —                           | 9                  | 0                  | 9     | 0     |
| Audax Rio         | 2013              | —                   | —                   | —                | —                | —                           | —                           | 13                 | 1                  | 13    | 1     |
| Audax Rio         | Total             | —                   | —                   | —                | —                | —                           | —                           | 13                 | 1                  | 13    | 1     |
| Red Bull Brasil   | 2014              | —                   | —                   | —                | —                | —                           | —                           | 5                  | 0                  | 5     | 0     |
| Red Bull Brasil   | Total             | —                   | —                   | —                | —                | —                           | —                           | 5                  | 0                  | 5     | 0     |
| Total na carreira | Total na carreira | 66                  | 2                   | 0                | 0                | 3                           | 0                           | 53                 | 1                  | 122   | 3     |

- a. ^ Jogos da Copa do Brasil
- b. ^ Jogos da Copa Sul-Americana
- c. ^ Jogos do Campeonato Carioca, Campeonato Paulista Copa Paulista

## Títulos
Fluminense
- Campeão da Copa do Brasil - 2007